# Volvo 200 Серії
Volvo 200 — сімейство автомобілів, що випускався компанією Volvo з серпня 1974 по травень 1993 року. Усього випущено близько 2,8 мільйона автомобілів.

## Опис

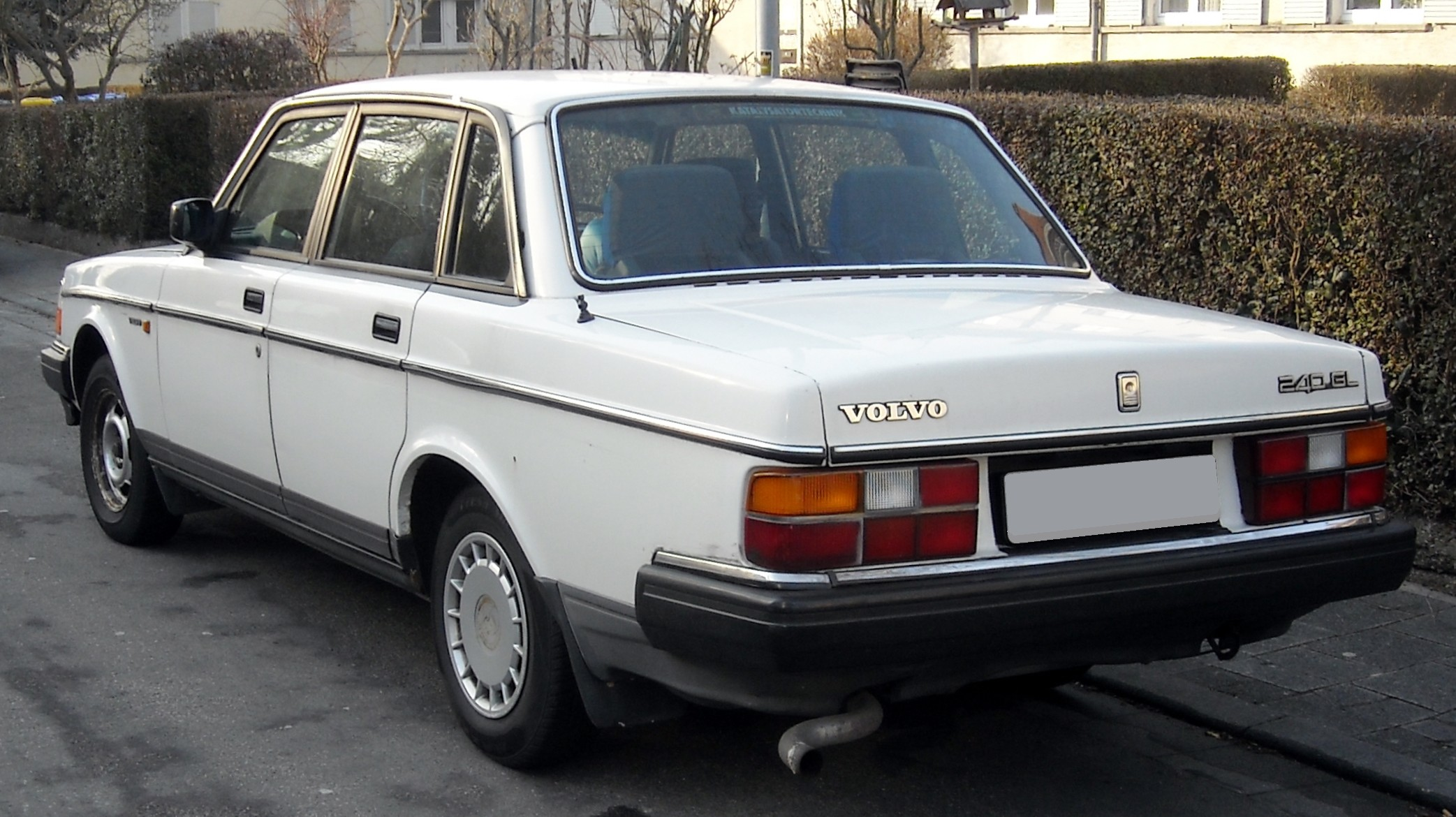
Volvo 240GL

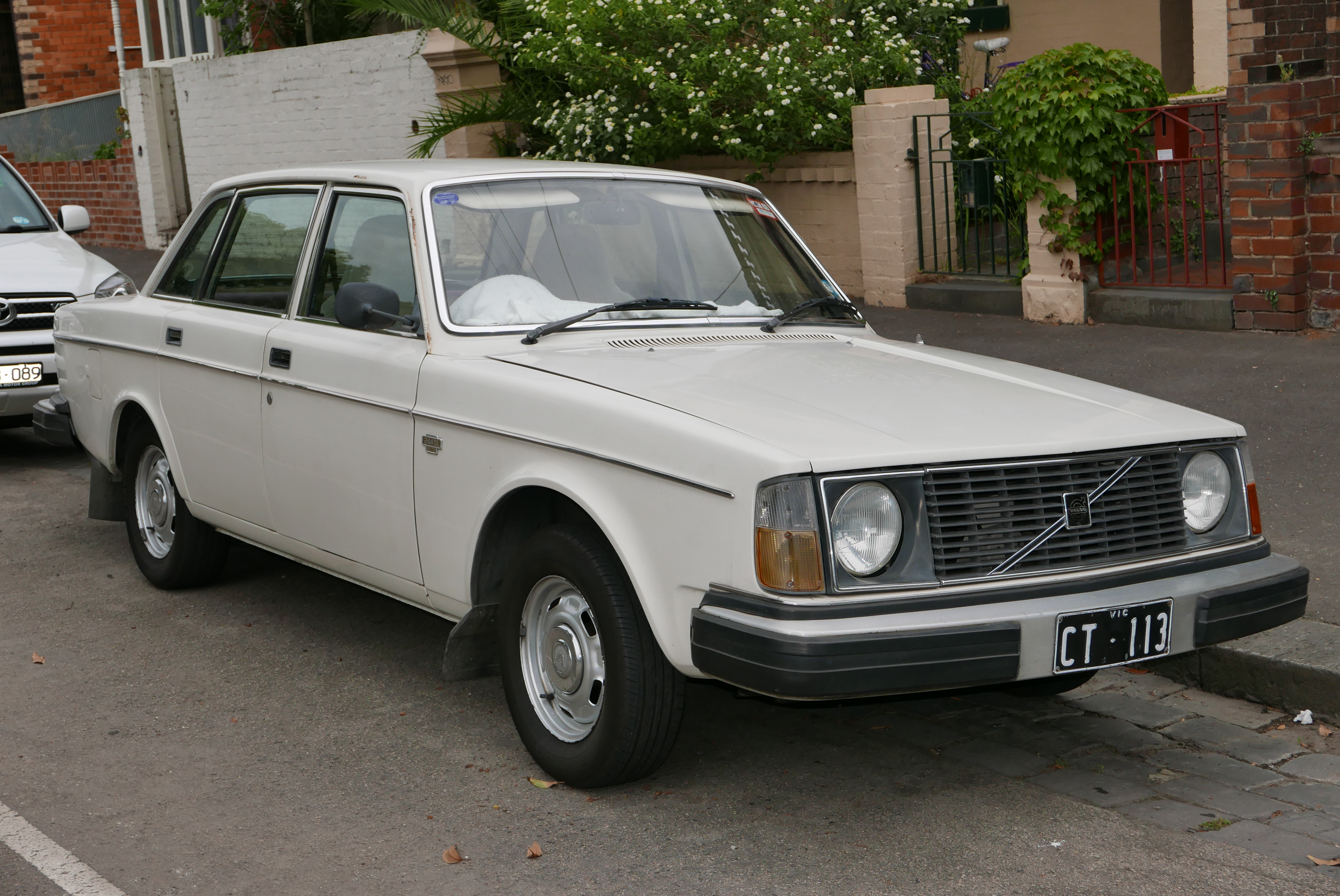
Volvo 244DL

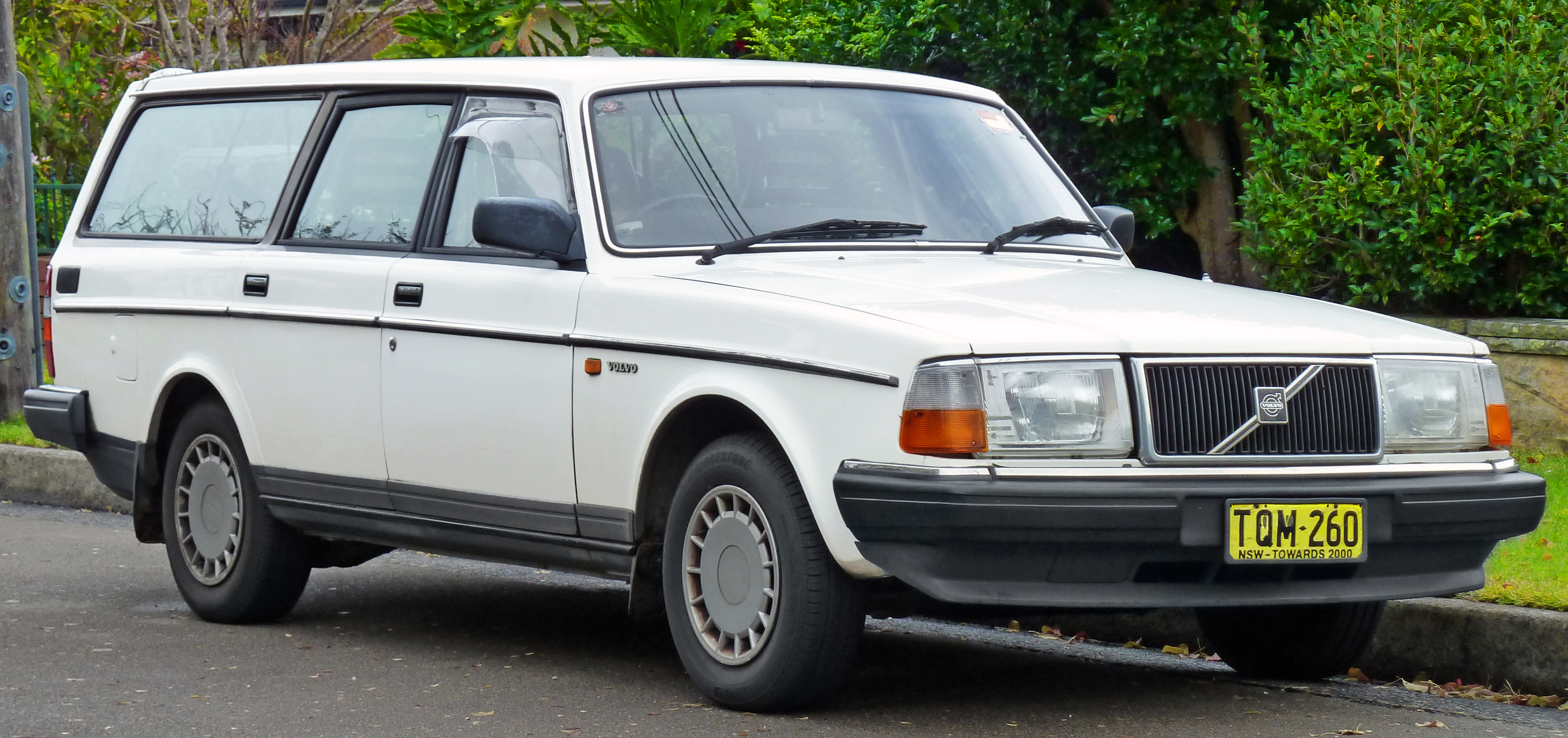
Volvo 245GL station wagon

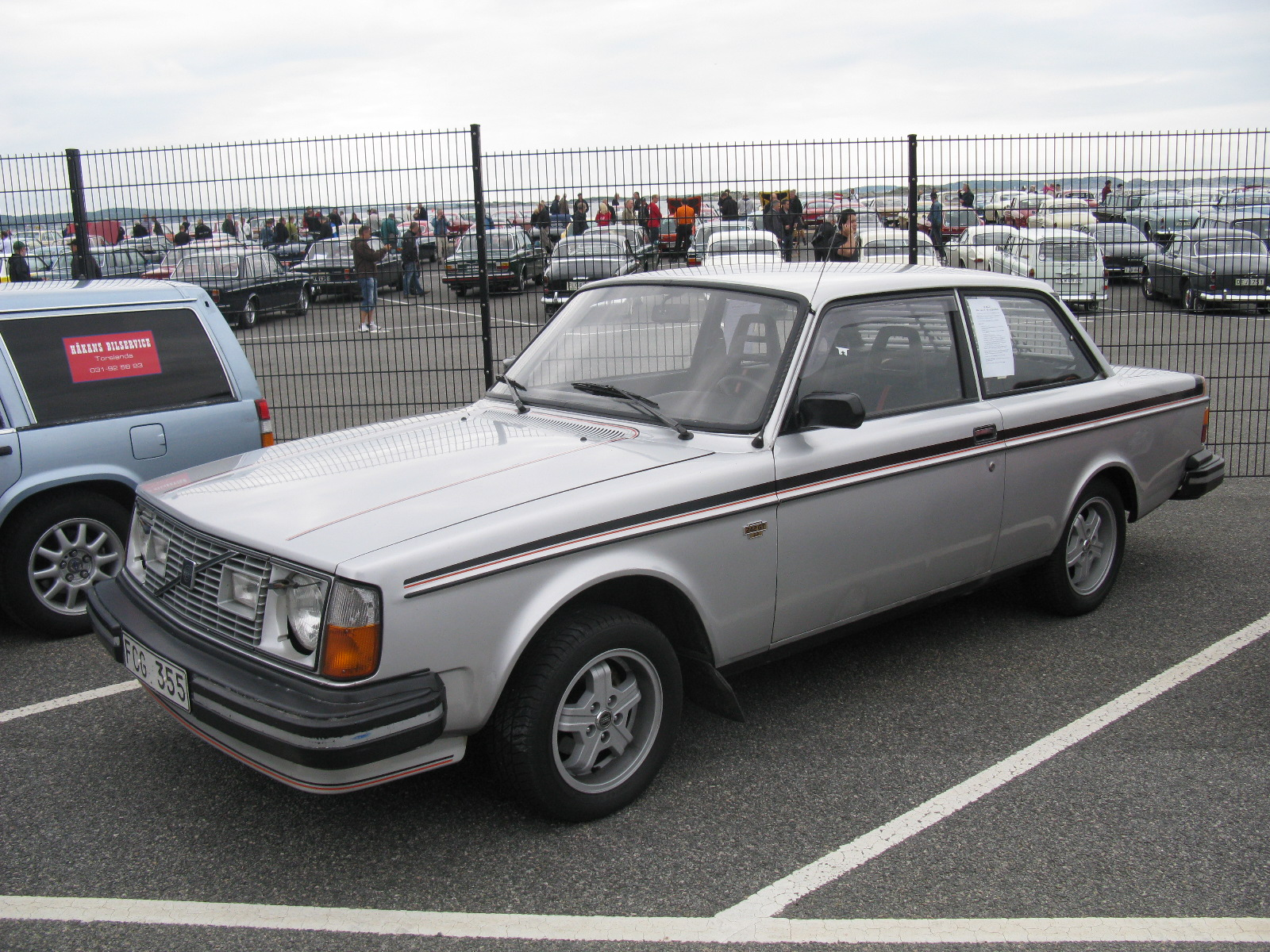
Volvo 242 GT

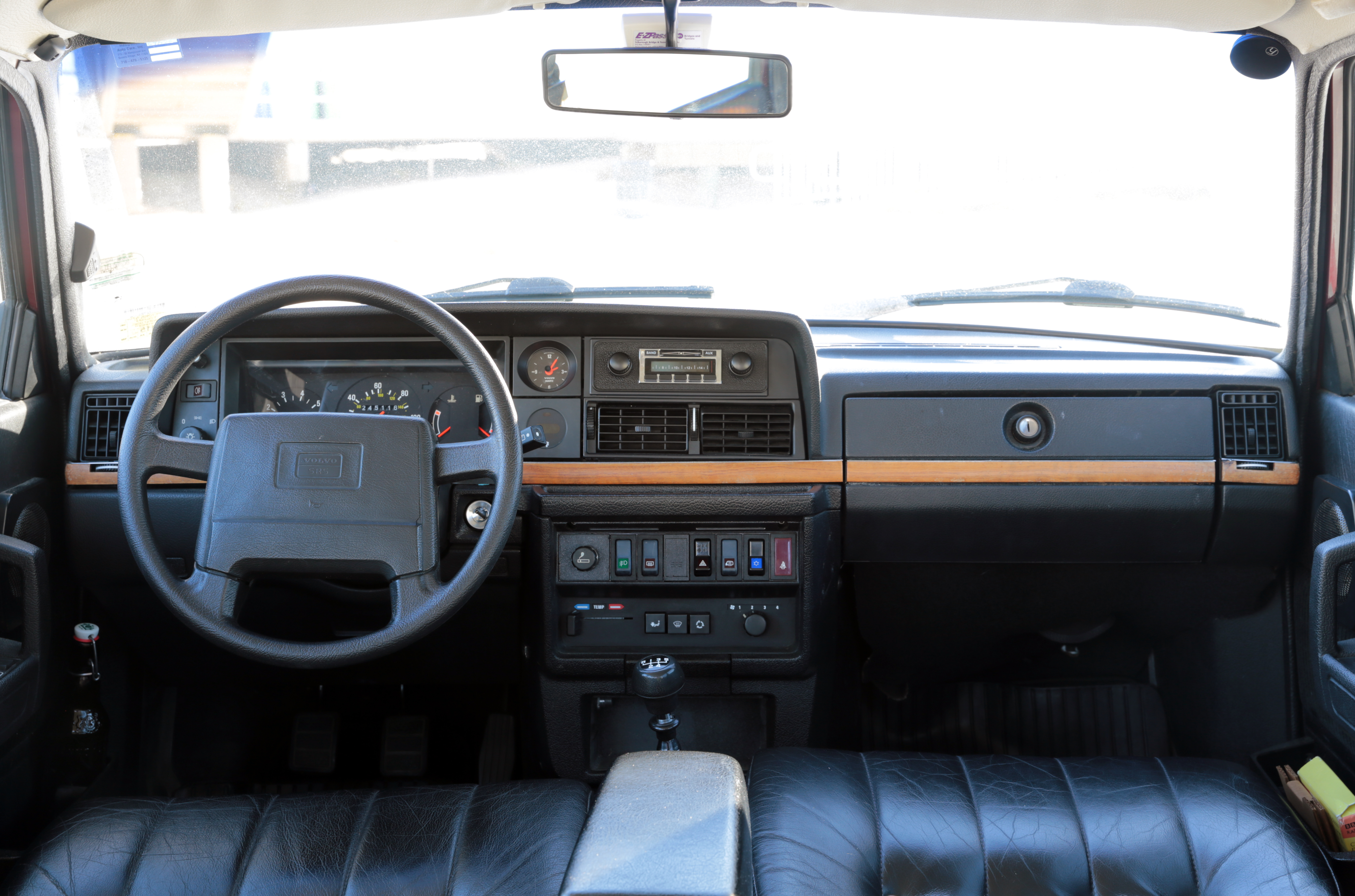

Автомобілі являли собою оновлену версію серії 140, також спроектовану Яном Вілсгаардом. Спочатку автомобілі цих серій мали однаковий кузов, однак всередині вони істотно відрізнялися. В дане сімейство входило дві серії 240-ва і 260-та. 240 серія включала автомобілі середнього класу (за сучасною класифікацією клас D) і комплектувалася бензиновими 1,9–2,3 літра (60–114 кВт) і дизельними двигунами 2,0–2,4 літра (60 кВт), 260 серія включала автомобілі вищого-середнього класу (за сучасною класифікацією клас E) і комплектувалася бензиновими двигунами 2,7–2,8 літра (92–114 kW).
У 1982 році як заміна 200 серії була представлена Volvo 700. Однак 240 модель була не менш популярна (випуск 260 серії припинився) і обидві серії — 240 і 700 — випускалися спільно, причому випуск 700-ї серії припинився навіть на рік раніше ніж випуск 240-ї.
Вважається, що Volvo 240 була найбільш продаваною моделлю Volvo з 1975 до 1982. У цей період 240 серія фактично конкурувала з меншою за розміром Volvo 66, і потім, з Volvo 300 Серії, яка прийшла на зміну 66-й. Автомобілі, які випускались у минулому сторіччі, не доречно порівнювати з сучасними транспортними засобами в плані оснащення. Але Volvo 240 пропонували вкрай обмежений перелік стандартних елементів. Так, до оснащення базової моделі увійшли: кондиціонер, касетний програвач, який замінив AM радіо, центральний замок та обігрівач. Модель GL пропонувалась з гідропідсилювачем керма та антиблокувальною гальмівною системою. Топова GLE додавала: електропривод вікон, литі диски коліс, люк даху та шкіряну обшивку як опцію. У 1990 році гідропідсилювачем керма та антиблокувальна гальмівна система були додані до бази початкової моделі. Подушки безпеки запропоновані як елементи стандартного оснащення у 1992 році і лише для моделей вищої комплектації.
Випуск 200 серії був припинений 14 травня 1993 року.

## Найменування моделей

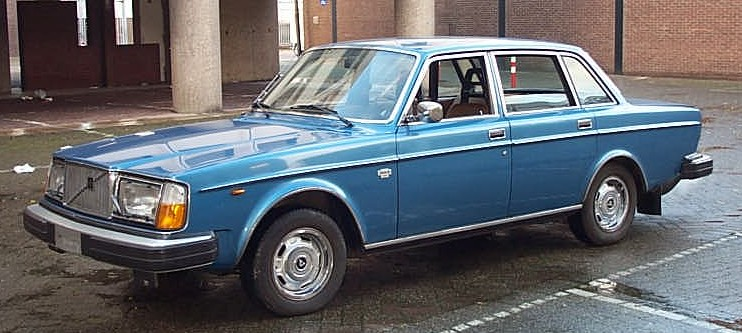
Volvo 264 GL

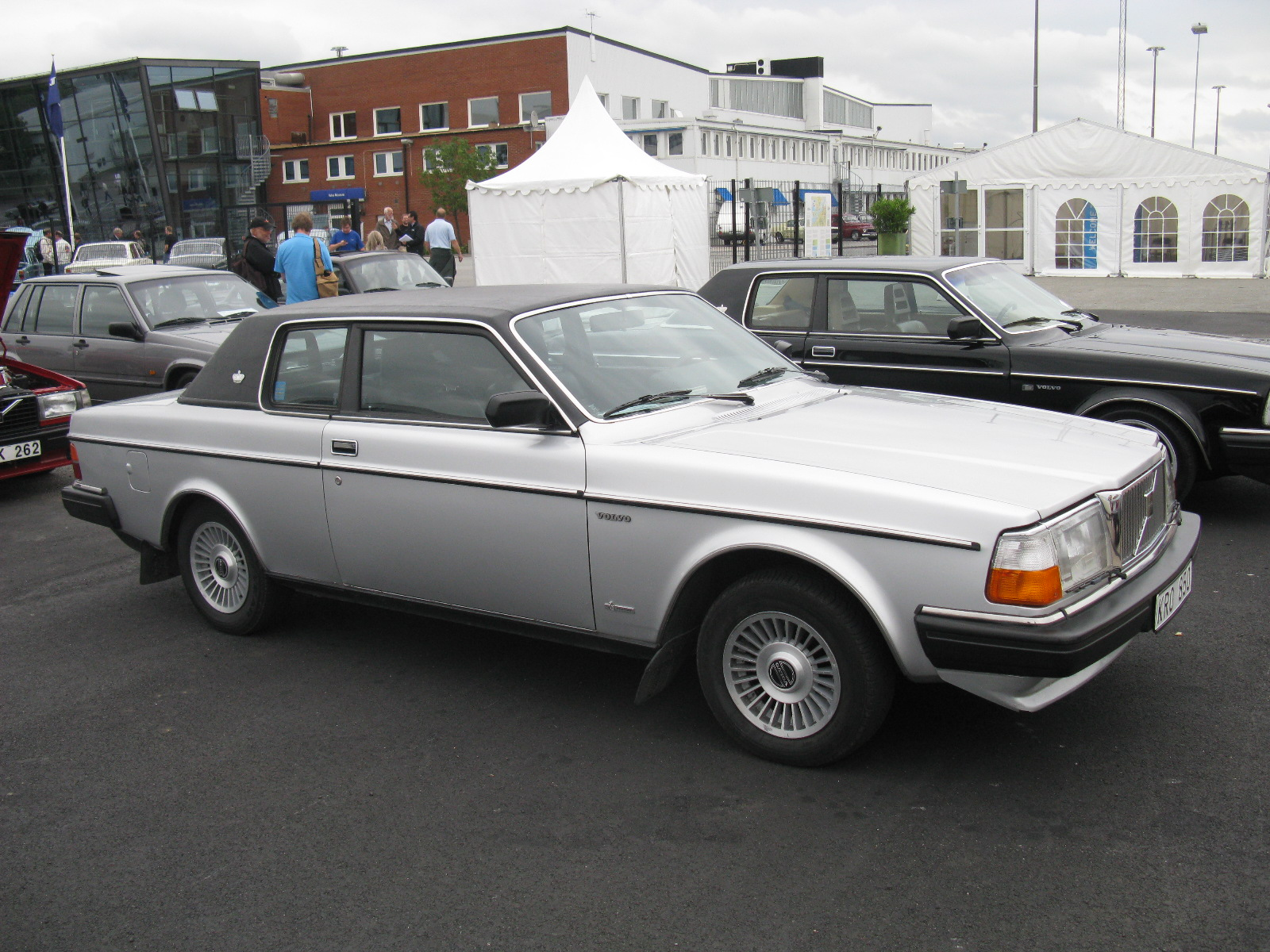
Volvo 262 Coupé

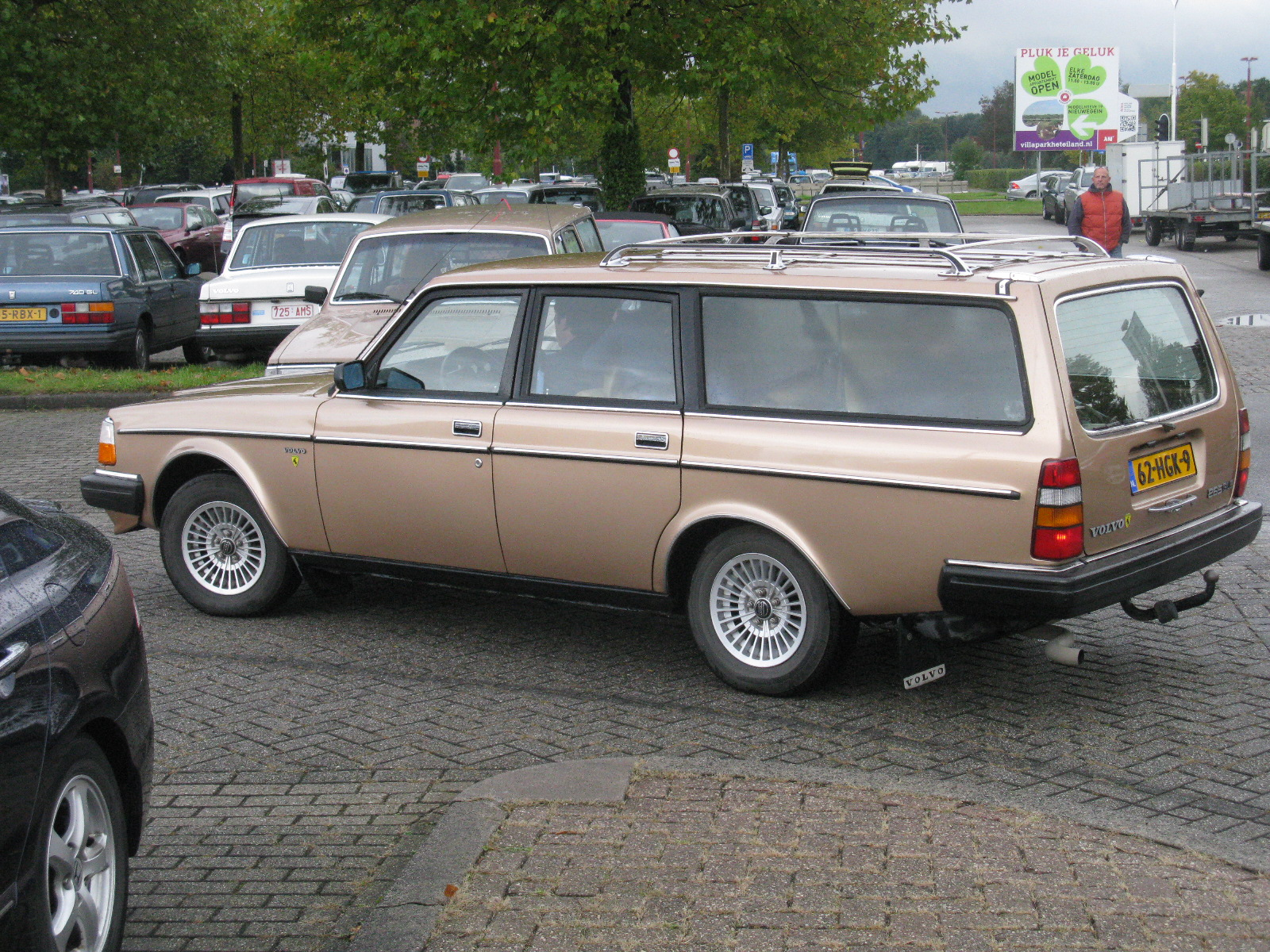
Volvo 265GLE

Серія 240
- 244 — чотирьохдверний седан з різною передньою оптикою і задніми ліхтарями (1974–1982).
- 240 — базовий седан з прямокутною оптикою (1982—1993).
- 242 — дводверний седан з різними варіантами передньої оптики (круглої і прямокутної), є модифікація GT (1974–1984).
- 245 — універсали на базі 240 і 244 (1974–1993).

Серія 260
- 262C — купе розроблене спільно з Carrozzeria Bertone і виготовлялось в м. Турин (Італія) (1977–1981)
- 264 — седан (1974–1982)
- 265 — універсал (1976–1984)

## Двигуни
- 1784 cc B17 I4
- 1986 cc B19/B200 I4
- 1986 cc B20 I4
- 2127 cc B21 I4
- 2316 cc B23/B230 I4
- 2664 cc B27 (PRV) V6
- 2849 cc B28/B280 (PRV) V6
- 1986 cc D20 I5 diesel
- 2383 cc D24 I6 diesel

## Виробництво
Всього було виготовлено 2 862 563 екземплярів Volvo 200 серії всіх модифікацій. В тому числі:
| Модель      | 242     | 244       | 245     | 262   | 262C  | 264     | 265    |
| ----------- | ------- | --------- | ------- | ----- | ----- | ------- | ------ |
| Виготовлено | 242 621 | 1 483 399 | 959 151 | 3 329 | 6 622 | 132 390 | 35 061 |

## Цікаві Факти
- Volvo двісті сорокової серій часто знімалися в кінофільмах, у тому числі і в російських.
- Існували лімузини на базі Volvo 264, на яких їздили перші особи НДР.
- Volvo 240 і 740, отримані як гуманітарна допомога від Швеції, працювали в муніципальному таксі Санкт-Петербургу з 1992 по 1999 роки.